# QU Vulpeculae
Nova
QU Vulpeculae (ou Nova Vulpeculae 1984 b) était une nova qui survint en 1984 dans la constellation du Petit Renard. Elle atteignit une magnitude minimale (correspondant à une luminosité maximale) de 5,2.

## Coordonnées
- Ascension droite : 20h 26m 46,42s
- Déclinaison : +27° 50′ 43,1″